# Monika Schulz-Strelow
Monika Schulz-Strelow (geboren 1949) ist eine deutsche Unternehmensberaterin und Lobbyistin.

## Leben
Schulz-Strelow ist in Kleve aufgewachsen und studierte Politische Wissenschaften und Sprachen an den Universitäten in Bonn und Berlin. Sie war lange Jahre Geschäftsführerin der BAO Berlin International, deren Aufgabe die Förderung und Internationalisierung der Berliner Wirtschaft war. Nach der Fusion des Unternehmens mit der Wirtschaftsförderung Berlin gründete sie 2006 die private Unternehmensberatung b-international group. Sie berät Investoren aus dem In- und Ausland und ist als Gutachterin bei der Europäischen Kommission tätig.
Sie ist seit 2006 ehrenamtliche Präsidentin des von ihr mitgegründeten Vereins FidAR – Frauen in die Aufsichtsräte, der sich für die nachhaltige Erhöhung des Frauenanteils in den Aufsichtsräten deutscher Unternehmen einsetzt. Unter ihrer Leitung entwickelte sich die Initiative zu einem wichtigen deutschen Wirtschaftsnetzwerk. Seit 2011 gibt FidAR den Women-on-Board-Index heraus, in dem die 160 im DAX, MDAX, SDAX und TecDAX notierten Unternehmen nach dem Frauenanteil in Aufsichtsrat und Vorstand gelistet werden.

## Ehrungen
- 2013: Verdienstkreuz am Bande der Bundesrepublik Deutschland
 „für ihren unermüdlichen Einsatz, qualifizierten Frauen den Zugang zu Führungspositionen in der deutschen Wirtschaft konsequenter zu öffnen“